# 前1240年代
| 千纪： | 前2千纪 |
| 世纪： | 前14世纪 \| 前13世纪 \| 前12世纪                                                                                     |
| 年代： | 前1270年代 \| 前1260年代 \| 前1250年代 \| 前1240年代 \| 前1230年代 \| 前1220年代 \| 前1210年代                       |
| 年份： | 前1249年 \| 前1248年 \| 前1247年 \| 前1246年 \| 前1245年 \| 前1244年 \| 前1243年 \| 前1242年 \| 前1241年 \| 前1240年 |

## 重要事件及趋势
- 约前1240年，非利士人的影响扩展到塞浦路斯和迦南。
- 约前1240年，锥和车床发明。
- 根据夏商周断代工程，大约武丁时代
- 前1249年，基甸战胜米甸人。
- 约前1240年，阿爾戈英雄占领特洛伊。
- 约前1240年，《約書亞記》记载开始征服迦南地。

## 重要人物
- 拉美西斯二世，古埃及第十九王朝法老
- 哈图西里三世，赫梯国王
- 萨尔玛那萨尔一世，亚述国王
- 库杜尔·恩利尔、沙噶拉克提·舒瑞亚什，巴比伦第三王朝国王
- 埃勾斯，雅典国王
- 武丁，商朝国王